# 山崎聡子 (歌人)
山崎 聡子（やまざき さとこ、1982年3月30日 - ）は、日本の歌人。

## 経歴
1982年、栃木県下都賀郡石橋町（現・下野市）生まれ。作新学院中等部・作新学院高等学校卒業。2002年、早稲田大学第一文学部2年生のとき、水原紫苑の授業をきっかけに作歌を始め、早稲田短歌会に入会。卒業制作では日高堯子の指導を受ける。2008年より短歌同人誌「pool」に参加。2010年、「死と放埓なきみの目と」30首で第53回短歌研究新人賞受賞。
2013年、第一歌集『手のひらの花火』刊行。同年未来短歌会に入会。
2014年、同歌集で第14回現代短歌新人賞を受賞。
2022年、第二歌集『青い舌』で第3回塚本邦雄賞を受賞。
2023年度「NHK短歌」第2週選者。第6回笹井宏之賞（2024年発表）の選考委員となり、岡本恵「盲霧」を個人賞である山崎聡子賞に選出。第7回も選考委員を務めることが告知されている。

## 著作

### 単著
- 『歌集　手のひらの花火』短歌研究社、2013年5月20日。ISBN 978-4-86272-319-2
- 『歌集　青い舌』書肆侃侃房〈現代歌人シリーズ〉、2021年7月10日。ISBN 978-4-86385-470-3

### アンソロジー
- 山田航編『桜前線開架宣言：Born after 1970 現代短歌日本代表』左右社、2015年12月25日。ISBN 978-4-86528-133-0
- 東直子・佐藤弓生・千葉聡編『短歌タイムカプセル』書肆侃侃房、2018年1月31日。ISBN 978-4-86385-300-3
- 「短歌研究」編集部編『平成じぶん歌：八十九歌人、「三十一年」をうたう』短歌研究社〈短歌研究ムック〉、2019年7月20日。ISBN 978-4-86272-616-2